# Relaciones Brasil-Cuba
Las relaciones Brasil-Cuba son las relaciones exteriores entre Brasil y Cuba.

## Historia

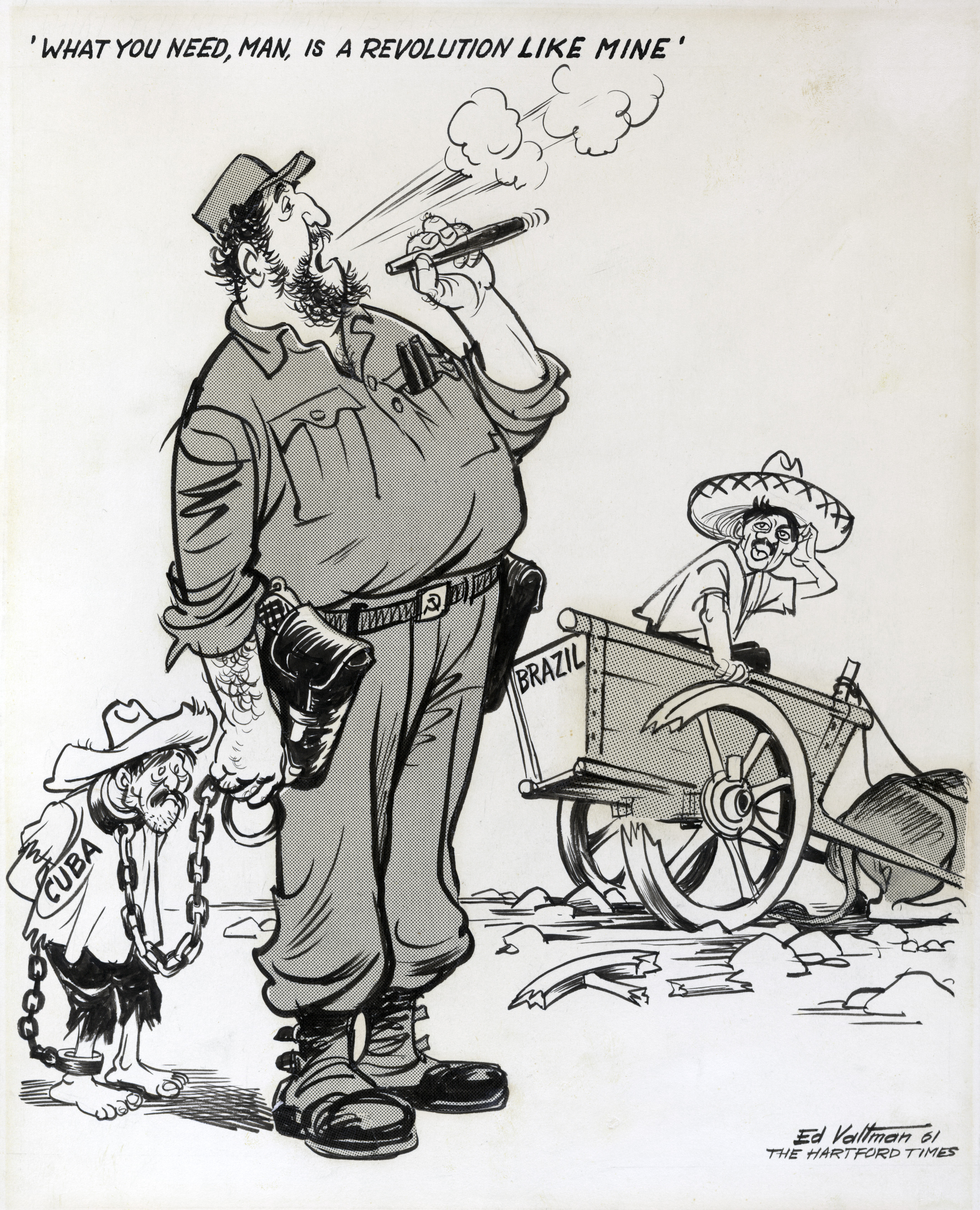
"Lo que necesitas, hombre, es una revolución como la mía", caricatura de 1961.

Las relaciones diplomáticas se establecieron en 1906, en el período histórico brasileño conocido como República Velha. Brasil reconoció el gobierno de Fidel Castro, formado tras la Revolución cubana en 1959, y se abstuvo en la votación que expulsó a Cuba de la Organización de los Estados Americanos en 1962.
Después del golpe de Estado en Brasil de 1964, la dictadura militar en Brasil de Brasil rompió relaciones diplomáticas con Cuba, que sólo fueron restablecidas después de la redemocratización de Brasil en 1986.

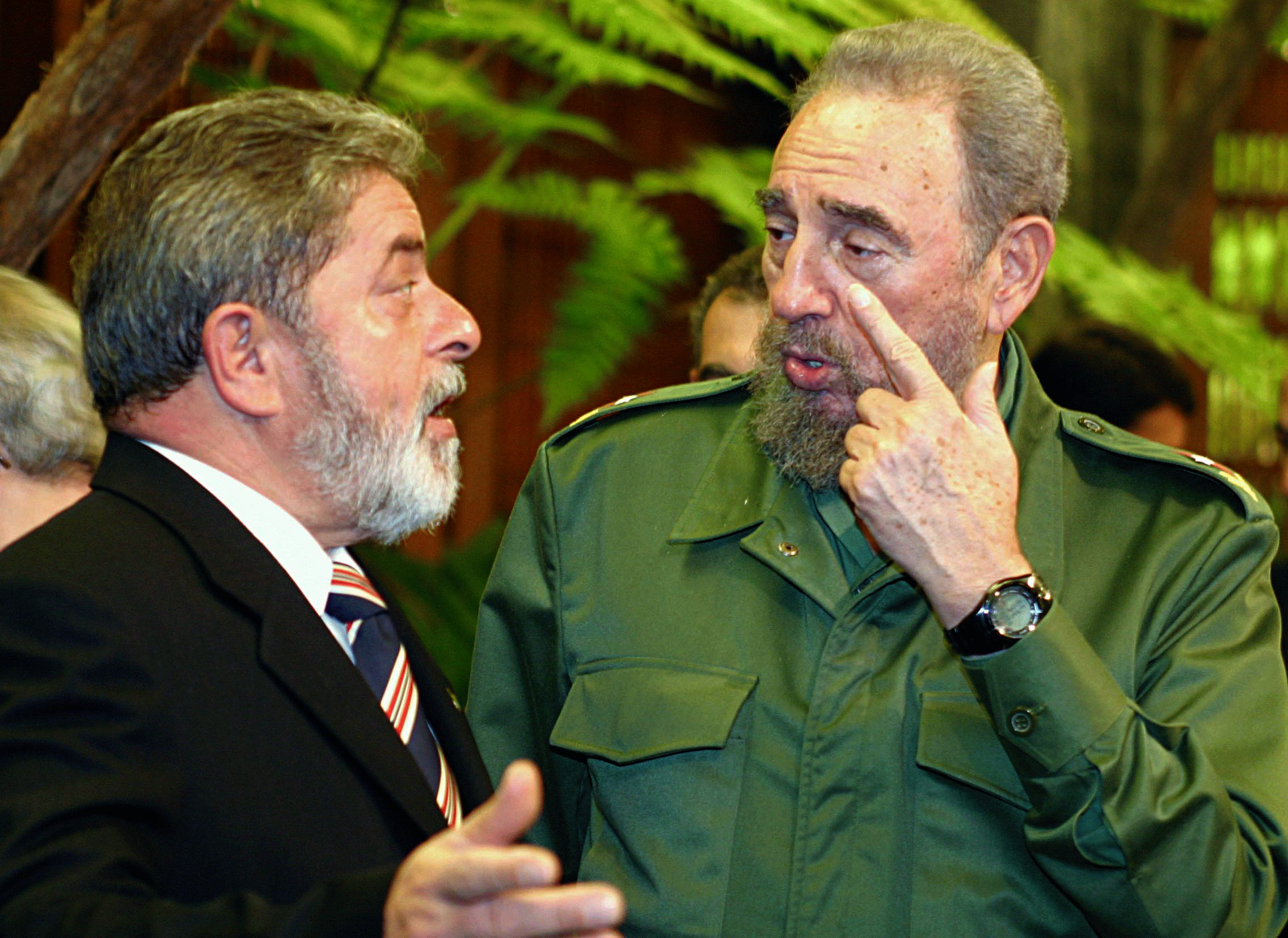
El expresidente cubano Fidel Castro y el expresidente brasileño Luiz Inácio Lula da Silva hablaron en septiembre de 2003.

Las relaciones entre Brasil y Cuba fueron clasificadas como "excelentes" en mayo de 2008 después de una reunión de ministros de Relaciones Exteriores. Durante una visita estatal de enero de 2008 a Cuba por el presidente brasileño Lula da Silva, el dirigente brasileño expresó su deseo de que su país sea el "socio número uno" de Cuba.
Sin embargo la llegada de Jair Bolsonaro a la presidencia de Brasil provocó un debilitamiento en las relaciones de ambos países y este se reunió con la disidencia cubana.